# پیتر گلگر
پیتر گلگر (انگلیسی: Peter Gallagher؛ زاده ۱۹ اوت ۱۹۵۵) هنرپیشه اهل ایالات متحده آمریکا است. وی از سال ۱۹۷۹ میلادی تاکنون مشغول فعالیت بوده است.

## گزیده فیلمشناسی
- امور پنهانی
- زیبایی آمریکایی
- برش‌های کوتاه
- باب رابرتز
- جنسیت، دروغ و نوار ویدئویی
- عناد
- ارواح والا
- کریسمس مادرهای بد
- به جیلیان
- آهنگ در فردا
- نحوه برخورد
- زیر
- محکومیت
- تسلیم
- تماشا کنید